# Cybaeus higoensis
Espèce
Cybaeus higoensis est une espèce d'araignées aranéomorphes de la famille des Cybaeidae.

## Distribution
Cette espèce est endémique de la préfecture de Kumamoto sur Kyūshū au Japon,. Elle se rencontre dans la grotte Takasawa-do à Kuma.

## Description
Le mâle holotype mesure 4,19 mm et la femelle paratype mesure 4,80 mm.

## Étymologie
Son nom d'espèce, composé de higo et du suffixe latin -ensis, « qui vit dans, qui habite », lui a été donné en référence au lieu de sa découverte, la province de Higo.

## Publication originale
- Irie & Ono, 2000 : A new species of the genus Cybaeus (Araneae: Cybaeidae) found in limestone and tuff caves of central Kyushu, Japan. Bulletin of the National Museum of Nature and Science, Tokyo, sér. A, vol. 26, no 4, p. 173-177 (texte intégral).